# Grafmonument van Jean Lambert Antoine de Behr
Het grafmonument van Jean Lambert Antoine de Behr op de Algemene Begraafplaats Tongerseweg in de Nederlandse stad Maastricht is een rijksmonument.

## Achtergrond
Het grafteken werd opgericht voor Jean Lambert Antoine des H.R.Rijksridder de Behr (1753-1813), lid van de familie De Behr. De uit Luik afkomstige De Behr was rechter in Maastricht. 

## Beschrijving
Het monument is een zuil van marmer in de vorm van een Romeinse mijlpaal. Om de zuil hangt een grafkrans van eikenblad. Een opschrift vermeldt 

D. Jean-Lambert-Antoine Chevalier de Behr
Né le 30 Mart 1753 Mort le 9 Fevrier 1813
Maria Anna Josephine de Prummer née le 22
Septembre 1756 décédée le 28 Juillet 1828
Le Chevalier Edouart Alexandre de Behr né le
1 Janvier 1840 mort le 19 Juin à Maestricht 1840
Le Chevalier Jean Joseph Alexandre de Behr
Chevalier du Lion Belge, Ingénieur en Chef né le 15 Aout 1786 mort le ...

## Waardering
Het grafmonument werd in 1997 in het Monumentenregister opgenomen vanwege de "cultuurhistorische waarde als bijzondere uitdrukking van een culturele, sociale, geestelijke en typologische ontwikkeling. De architectuurhistorische waarden worden bepaald door de vormgeving, de esthetische kwaliteiten en het materiaalgebruik. Het grafmonument Behr is een zeer belangrijk onderdeel van de begraafplaats aan de Tongerseweg en heeft als zodanig een historisch-ruimtelijke relatie met de aanleg van de begraafplaats. Het grafmonument is in hoge mate gaaf en beschikt over een zeer hoge mate van typologische zeldzaamheid."